# A Ladeira da Memória
A Ladeira da Memória é um romance com elementos autobiográficos de José Geraldo Vieira, "um dos mais tocantes dramas amorosos da literatura brasileira do século XX". O caráter autobiográfico da obra transparece até em pequenos detalhes, como o fato do protagonista traduzir o Retrato do Artista Quando Jovem de James Joyce e O Idiota de Dostoiévski, obras que José Geraldo Vieira traduziu na vida real.
Foi publicado originalmente no início de 1950 pela Coleção Saraiva da editora de mesmo nome, com uma tiragem recorde na época para um romance brasileiro de 45 mil exemplares, e reeditado em 1962 pela Martins, em 2003 pela Editora Planeta, em 2015 em ebook pela Editora Descaminhos e em 2021 pela Editora Sétimo Selo. 
"O livro traz todas as marcas registradas do estilo de José Geraldo Vieira: o cosmopolitismo, os diálogos com a arte contemporânea, as inúmeras referências autobiográficas, as questões éticas assombrando os protagonistas. É escrito no estilo rebuscado, abusando de palavras incomuns (como "complúvio", "demarragem", "piezoterapia", "adússia"), técnicas literárias diversas como a narrativa moldura, flash back, enumerações, técnica impressionista, símiles originais ("entro devagar na alameda, como um besouro feliz subindo por um camafeu de três camadas, de ônix, de ágata e de esmeralda"), divagações surreais ("Por que é que anjos em férias não desengatam e não suspendem este vagão, levando-o para um museu com todos nós dentro transformados em bonecos de borracha?"), zeugma retórica. Ou, como escreve a personagem Calipso em "carta" ao protagonista, o autor aproveita seu "temperamento barroco inato para, mediante o trato com as ciências, as bibliotecas, os museus, os idiomas, aperfeiçoar o senso estético, a tendência lírica e autobiográfica". Além disso, esse talvez seja um de seus romances mais intimistas e tensos, conduzido pelo arrebatador caso de amor, não resolvido, entre Jorge e Renata." A história tem como pano de fundo a Segunda Guerra Mundial, cujo desenrolar os personagens acompanham pelo rádio e jornais. Em meio a tantas virtudes literárias, encontramos uns pequenos defeitos: algumas observações "forçadas" como "repuxava as pálpebras para que os olhos ficassem oblíquos" ou "acenava-me apenas com o queixo e as pálpebras" e algumas falas "artificiais", que parecem estarem sendo lidas de um roteiro e não ditas espontaneamente, como:

Sei que estou incluída dentro de sanções que, se transgredir mesmo que seja em pensamentos, já estarei prevaricando. Ora, não me passa pela mente ser preciso qualquer transgressão ou expediente feminino, para te querer bem, pois o alvoroço que sinto não se estribe em desespero como se eu me debatesse na demora duma hipótese porvindoura ou levasse urdindo planos para sua possibilitação.
O livro é dividido em cinco "cadernos", cujos títulos compõe-se de tópicos, a saber:
Primeiro Caderno: Viagem ao rés da noite, Tio Rangel perscruta a minha alma, A ladeira da memória, Bodas de outro.
Segundo Caderno: Renata renasce da terra, Poente na Barra da Tijuca e Noturno em Paquetá, Comandira e Dobaré [apelidos indígenas], Crepúsculo sobre a Guanabara (a Baía da Guanabara).
Terceiro Caderno: Fomos felizes em Camapuã (Fazenda Camapuã, em Itatiaia), Mas o mundo se esboroa sobre nós, O passaporte cancelado, “Hard labour” (Trabalho duro).
Quarto Caderno: O diálogo das lágrimas, A tarefa aprazada, “Rapta ad angelis” (Arrebatada pelos anjos), O andaime e a demolição.
Quinto Caderno: Complúvio para lágrimas, Na barranca do Araguaia, A mão na aldraba, A tempestade.
Cada caderno divide-se em seções numeradas com algarismos romanos.

## Sumário
O Primeiro Caderno é uma espécie de "narrativa moldura" em que o protagonista Jorge viaja de trem para Itatiaia a fim de rever a Fazenda Camapuã, que funcionava como um hotel rústico administrado pela colônia finlandesa, onde viveu os momentos mais felizes de sua vida com sua amada Renata. Jorge viaja em companhia do tio Rangel, que vai visitar o filho, engenheiro de altos-fornos em Volta Redonda. 
Na conversa durante a viagem, o tio desembargador, um homem viajado e culto, rememora a trágica história de amor do sobrinho, numa espécie de spoiler inicial. Em seguida, o tio conta em pormenores suas bodas de ouro, que transcorreu no antigo sobrado imperial da família de Maria Clara (sua então noiva), na histórica Ladeira da Memória paulistana, àquela altura em decadência, tendo virado uma casa de cômodos ou cortiço. Existe um paralelismo entre a Ladeira da Memória real e a Ladeira da Memória metafórica que o protagonista irá percorrer nos "cadernos" seguintes.
No Segundo Caderno, depois de se despedir do tio, Jorge prossegue no trem até Itatiaia, onde chega no meio da noite. Depois de vagar um pouco pela cidade, decide ir a pé até seu destino, e aqui temos uma longa sequência em que o tempo da narrativa se retarda, acompanhando o tempo real, e o autor, usando uma técnica impressionista, descreve com genialidade a sensação de nada enxergar numa estradinha à noite sob trevas totais. "Estar agora assim sentado no centro fictício da treva, com os ouvidos apurados, me causa uma série de calafrios". 
E da escuridão surge a luz: a narrativa moldura cessa e tem início um longo flash-back, a "viagem-lembrança" pela ladeira da memória. O protagonista Jorge que, como o autor José Geraldo Vieira, é escritor, recordará seu amor por Renata, que travou conhecimento com ele por meio de sua obra (como acontecera com Balzac e a condessa Hanska). Renata é uma mulher casada com um alto funcionário do Ministério da Fazenda e se encontra com Jorge furtivamente, quando as oportunidades surgem, por exemplo, em sessões de cinema, passeios de carro à Barra da Tijuca, uma noite em Paquetá, certa vez em Petrópolis. "Cada vez que combinávamos um encontro num cinema esperávamos com ansiedade aquela hora e meia de alheamento do mundo, de aproximação dual, até nos inserirmos deveras num nicho de sombras, numa diminuta abóbada de êxtase!" O casal também se comunica pelo telefone, "o nosso instrumento mais eficiente". Esses encontros de duração limitada permitem que o casal se envolva em longas conversas de alto nível intelectual (Jorge empresta livros para Renata ler), mas se restringindo a um amor estritamente platônico. Até que surge a oportunidade, graças a uma viagem a serviço mais longa do marido de Renata, de passarem uma temporada maior no "hotel-fazenda" em Itatiaia. O marido é designado de "aquela pessoa", seu nome sendo citado apenas uma vez no livro todo, no capítulo III do Terceiro Caderno: Januário ("Saído que foi o médico, Januário se desespera [...]").
No Terceiro Caderno, o casal passa uma temporada feliz na Fazenda Camapuã, onde têm a oportunidade de se amarem fisicamente pela primeira vez. "Renata segurou-me, detendo-me, enquanto ao mesmo tempo se deitava naquele chão farfalhante. Abraçamo-nos, beijamos-nos. E, estirados, nos amamos em plena escuridão." Duas semanas após a viagem, Renata volta a se entregar a Jorge: "na praia repleta de bramidos e trevas, tornou a entregar-se".
Mas pouco depois começa o drama: Jorge, que além de escritor é radiologista (como foi também o autor do livro) descobre que Renata está com tuberculose, e para não atrapalhar o tratamento, já que Renata precisa de sossego e não pode sentir fortes emoções – e também tolhido pelo rival, que resolve se aposentar para poder cuidar da esposa e "não arreda mais o pé do quarto" – retira-se para a cidade fictícia de Hacrera, que na verdade é a cidade da Alta Paulista de Marília, para onde o autor da obra também se retirou quando passou por uma crise matrimonial. Naquele interior que "vivia em função de café, algodão, óleo, tecelagens, bicho-da-seda, gado, cooperativas, enriquecimentos [...]" depara com todo tipo de gente: "baianos cândidos, espanhóis truculentos, caipiras enfezados, crianças barrigudas de opilação, caixeiros-viajantes com guarda-pós, capazes entroncados, derrubadores de mato, mato-grossenses metidos em bombachas, ministros adventistas [...]".
No Quarto Caderno Jorge trabalha como radiologista em Hacrera e à noite escreve um livro sobre sua relação com Renata. Esta decide enfim se separar do marido, mas este não concorda com a separação, de modo que ela vai morar com a família e entra na justiça com pedido de desquite (na época não existia divórcio no Brasil). O casal tem planos de, depois que Renata se curasse, assumirem seu relacionamento ("dentro dum ano estarei ao teu dispor para sempre"), mas o destino conspira contra esse sonho.
No Quinto Caderno Jorge, transtornado pela tragédia, não sabe que rumo dar à vida. À revelia de Jorge, a irmã entrega seu livro à editora, como aconteceu na vida real com o primeiro romance de José Geraldo Vieira, cujos originais foram "raptados" por um amigo que os entregou ao editor Augusto Frederico Schmidt, que o publicou. No final o flashback enfim se encontra com a narrativa moldura inicial, e Jorge revisita a Fazenda Camapuã, "um pobre passageiro que saltou em Itatiaia, que tentou subir a serra em plena treva, que por fim se aproveitou da misericórdia da lua e subiu a sua ladeira da memória". Encontra a fazenda abandonada, quase em ruínas ("ruína, marasmo, tapera"), e acaba sendo surpreendido por uma forte tempestade.

## Recepção pela crítica
Em uma longa resenha elogiosa no suplemento Letras e Artes do jornal A Manhã de 14 de maio de 1950 intitulada "Ladeira da Memória", o escritor e ensaísta Sergio Milliet escreve: "Ninguém mais presente, mais pessoal na expressão da sensibilidade moderna do que esse escritor desvairado pelo amor às palavras, sutil na descoberta da imagem inesperada, penetrante na análise das almas desajustadas, cheio de angústias e ao mesmo tempo exuberante de entusiasmo revolucionário."
Em resenha no Correio Paulistano de 10 de março de 1950 escreve Francisco Pati: "O romance com que a 'Coleção Saraiva' inaugura o ano de 1950 revela no Sr. José Geraldo Vieira um grande psicólogo e um forte descritivo. Não hesito em considerar verdadeiramente prodigiosa a sua intensidade lírica."